# Rábold Gusztáv
Rábold Gusztáv (Szombathely, 1873. június 4. – Debrecen, 1949. június 21.) klasszika-filológus, a Debreceni Református Kollégium Dóczy Gimnáziuma tudós tanára, a legjelentősebb magyar Kálvin-fordító.
Középiskolai tanulmányait a szombathelyi Premontrei Gimnáziumban végezte. 1896-ban felvételt nyert a budapesti Királyi Magyar Tudományegyetem Bölcsészeti Karára. Ugyanezen év novemberében mint csorna-premontrei kanonokot áldozópappá szentelték Budapesten az angol kisasszonyok templomában.
1900-ban, diplomája kézhezvétele után, a Hajdúböszörményi Református Főgimnáziumban elnyert tanári állást elfogadva, írásban jelentette be a premontrei rendből történő azonnali távozását, valamint a Keszthelyi Főgimnáziumban tanári állásának felmondását. Még szintén ez évben áttért a református vallásra.
1901-ben lelkipásztori hivatalra is alkalmasnak találták. 1901 júliusában már mint református főgimnáziumi tanár megnősült. Felesége Sperl Ludmilla (szül. Pécs, 1875). Fiaik: Rábold Elek (1903-1980) jogász és Rábold Gábor (1911-1998) református főgimnáziumi tanár,  a Magyar Cserkészszövetség IX. (tiszántúli) kerületének vezetőtisztje.
Hajdúböszörményben napilapszerkesztő, majd főszerkesztő.
1913-ban megválasztották a Debreceni Református Dóczi Leánynevelő Intézet klasszika-filológia tanszékére, a latin és görög nyelvek oktatására.
1935-ig, nyugdíjazásáig rendes, majd ezt követően óraadó tanárként dolgozott az intézményben.
Szabadelvű politikusként a Független Kisgazdapárt országgyűlési képviselőjelöltje 1939-ben.

## Munkássága

### Jelentős fordítások
- Kálvin János: Psychopannychia (Pápa, 1908)
- Kálvin János  Két levele  I. Az istentelen és meg nem engedett szertartások kerüléséről  II. A pápás egyház papi méltóságának elvetéséről (Pápa, 1909)
- Kálvin  János: A tridenti zsinat határozatainak cáfolata (Pápa, 1909)
- Kálvin János:  A keresztyén vallás rendszere I-II.  Ceglédi Sándor és Rábold Gusztáv fordítása (Pápa, 1909/10)
- Kálvin János Magyarázata Máté Márk és Lukács összhangba hozott evangéliumához I – IV (Kolozsvár, Székelyudvarhely. Sylvester Nyomda Budapest, 1939/41)
- Kálvin János:  A római levél magyarázata (Baranya-megyei Szikra Nyomda,  Pécs, 1954)
- Cicero: De Oratore (1915, Akadémiai Értesítő, 1916)
- Cicero: Tusculánáinak első könyve: A halál megvetéséről (1914. Debreceni Leánygimnázium Értesítője)
- Kálvin János: János evangélium magyarázata, a Galata és az Efézusi levél fordítása 1949-ben készen volt. A kéziratok Rábold Gusztáv 1949-ben bekövetkezett halála után nem sokkal illetéktelen kezekbe kerültek.